# Бутадзіру
Бутадзіру або Тондзіру (яп. 豚汁) — страва японської кухні, суп зі свининою та овочами, заправлений місошіру. У порівнянні зі звичайним супом місо бутадзіру є більш поживним та має більшу кількість інгредієнтів, доданих в суп.
Основою страви є тонко нарізані шматочки свинини та овочі, які тушкуються в даші та потім заливаються місошіру для смаку. Додатковими інгредієнтами можуть бути гриби, картопля, батат, тофу, морква та інші овочі; замість свинини іноді може використовуватися бекон.